# Max Leo Keller
Max Leo Keller (* 22. August 1897 in Zürich; † 13. Februar 1956 in Birmensdorf) war ein Schweizer Ingenieur und Politiker der Frontenbewegung.

## Leben
Der Sohn von Franz Alexander Keller und Frieda Keller geb. Reif studierte Ingenieur- und Politikwissenschaften in Zürich, Bern und Darmstadt. Ab 1918 war er als Elektroingenieur in der Schweiz und den USA tätig. 1931 erfolgte seine Promotion zum Dr. rer. pol. 1932 bis 1939 war er Direktor des bernischen Amtes zur Einführung neuer Industrien, dann beratender Ingenieur. Auf politischer Ebene war er ab 1933 wirtschaftspolitischer Publizist für die faschistische Nationale Front und von 1938 bis 1939 Verwaltungsratspräsident der Neuen Basler Zeitung.
Im Juli 1940 kam nach der Niederlage Frankreichs gegen Deutschland bei Keller und seinen Gesinnungsgenossen die Hoffnung nach einem Aufschwung rechter Kräfte auf, der sogenannte 2. Frontenfrühling. Der Bundespräsident Marcel Pilet-Golaz empfing Keller und Ernst Hofmann zu einem offiziellen Gespräch. Am 10. Oktober 1940 kam es dann in München unter der Leitung von Klaus Hügel zu einer Konferenz mit den Frontenführern Hans Oehler, Benno Schaeppi vom Bund treuer Eidgenossen nationalsozialistischer Weltanschauung (BTE), Ernst Burri, Arthur Leonhardt von der Schweizerischen Gesellschaft der Freunde einer autoritären Demokratie (SGAD), bei der Keller die NSB vertrat. Keller gelang es, unterstützt von Rudolf Heß, als neuer Leiter für die Nationale Bewegung der Schweiz (NBS) eingesetzt zu werden. Am 15. November 1940 kam es zur Eingabe der Zweihundert, in der die Ausschaltung der bürgerlichen Zeitungen der Schweiz sowie die Ausweisung des Völkerbundes aus der Schweiz gefordert wurde. Daraufhin verbot der Bundesrat am 19. November 1940 die NBS.
Am 10. Juni 1941 führte die Bundesanwaltschaft einen Schlag gegen die illegalen Aktivitäten der NBS. Keller wurde verhaftet. Aus Mangel an Beweisen wurde er auf Kaution freigelassen, worauf er im November 1941 die Schweiz in Richtung Deutschland verliess, wo er Direktor der Reichswerke Hermann Göring in Berlin und in Weimar wurde. Er erstellte Expertisen über die schweizerische Elektrizitätswirtschaft. 1944 versuchte er, die sich bekämpfenden nationalsozialistischen Auslandschweizerbünde zum Bund der Schweizer Nationalsozialisten zu vereinigen.
Nach dem Krieg kehrte Keller in die Schweiz zurück und wurde wegen Verletzung militärischer Geheimnisse und Angriffs auf die Unabhängigkeit der Eidgenossenschaft zu insgesamt 14 Jahren Zuchthaus verurteilt. Das Divisionsgericht 6 verurteilte ihm am 9. Januar 1946 zu 2 Jahren wegen Verletzung von militärischen Geheimnissen. Am 3. Juli 1948 wurde Max Leo Keller vom Bundesstrafgericht wegen Angriffe auf die Unabhängigkeit der Schweiz zu 12 Jahren Gefängnis verurteilt. Unter anderem wurden ihm die engen Beziehungen zur Deutschen Gesandtschaft in Bern zum Verhängnis.
Keller war Urenkel des Politikers und Mitbegründers der Christkatholischen Kirche Augustin Keller. Er war verheiratet mit Clara geb. Kunz.